# المصري (فلم)
المصري (بالإنجليزية: The Egyptian) هو فيلم دراما ملحمي أمريكي علم 1954م من إنتاج توينتيث سينشوري فوكس. تم تصويره في CinemaScope مع اللون من فبل DeLuxe، وأخرجه مايكل كورتيز وإنتاج داريل إف زانوك.

## روابط خارجية
مقالات تستعمل روابط فنية بلا صلة مع ويكي بيانات

لا توجد روابط لمواقع التواصل الاجتماعي.